# Río Kazyr
El río Kazyr (en ruso: Казыр) es un río del krai de Krasnoyarsk y el óblast de Irkutsk, en Rusia. La confluencia de este río y el Amyl dan lugar al río Tubá, un tributario por la margen derecha del río Yeniséi.
Tiene una longitud de 388 km y drena una cuenca hidrográfica de 20.900 km². Nace y discurre por los montes Sayanes orientales. Su valle es en su mayor parte estrecho hasta que sobrepasa la desembocadura del rio Kizir (300 km), su principal afluente, creando numerosos brazos. El río es de régimen nivo-pluvial y su caudal medio, medido cerca de la aldea de Srétenka (a 40 km de la desembocadura), era de 317 m³/s.